# Романов, Валентин Степанович
Валенти́н Степа́нович Рома́нов (29 октября 1937 — 28 марта 2018, Самара) — советский и российский партийный государственный деятель, последний первый секретарь Куйбышевского обкома КПСС (1990—1991 год); депутат Государственной Думы РФ второго, третьего, четвёртого, пятого, шестого созывов (с 1995 года), член фракции КПРФ, член Комитета по энергетике. В 1997—2017 гг. член Президиума Центрального комитета КПРФ.
Кандидат в Губернаторы Самарской области (1996 год), Первый секретарь Самарского обкома КПРФ (1993—2008 год).

## Биография
Родился 29 октября 1937 года в городе Валдае (ныне Новгородской области) в крестьянской семье.
В 1961 году окончил Ленинградский политехнический институт им. М. И. Калинина, получив специальность инженера-металлурга, по распределению был направлен в г. Новокуйбышевск, где проработал 18 лет. Работал мастером, секретарем парткома треста № 25. В 1961 году вступил в КПСС.
В 1970 году избран председателем Новокуйбышевского горисполкома. В 1974 году с отличием окончил заочную Высшую партийную школу при ЦК КПСС. В 1975 году его избрали первым секретарем Новокуйбышевского райкома КПСС.
С 1978 года первый секретарь Новокуйбышевского горкома КПСС. В течение 19 лет был депутатом Куйбышевского областного Совета народных депутатов, 11 лет — депутатом Новокуйбышевского городского Совета народных депутатов.
В 1982 году избран заместителем председателя Куйбышевского облисполкома, курировал вопросы энергетики, газификации, связи и бытового обслуживания, жилищно-коммунального хозяйства и транспорта, легкой и местной промышленности.
С 26 октября 1990 по 23 августа 1991 года первый секретарь Куйбышевского обкома КПСС (избран на альтернативной основе). После капитуляции ГКЧП и приостановления деятельности партии с августа по ноябрь - безработный.
С 6 ноября 1991 по 15 августа 1992 год начальник отдела капитального строительства Объединённой энергосистемы «Волгоэнерго» в Самаре.
15 августа 1992 г. возглавил вновь образованное Объединение коммунистов Самарской области, которое в феврале 1993 г. преобразовалось в самарское областное отделение КПРФ.
В 1993 году избран первым секретарем обкома КПРФ и членом ЦИК КПРФ, с 1995 года — член ЦК КПРФ. Член совета Союза коммунистических партий — Коммунистической партии Советского Союза. В 1993 г. баллотировался в Совет Федерации от Самарской области, но избран не был.
В 1995 году избран депутатом Госдумы по Новокуйбышевскому округу № 151, член фракции КПРФ и Комитета ГД РФ по экономической политике.
В 1996 году на выборах губернатора Самарской области, баллотировался кандидатом в губернаторы, заняв второе место набрав 29,86 % голосов, уступив действующему главе областной администрации Константину Титову.
С 20 апреля 1997 по 27 мая 2017 член Президиума Центрального комитета КПРФ.
19 декабря 1999 года вновь избран депутатом Госдумы по Новокуйбышевскому округу и вошёл в состав фракции КПРФ, стал членом Комитета по экономической политике и предпринимательству.
7 декабря 2003 года избран депутатом Госдумы по федеральному списку КПРФ, член Комитета по экономической политике, предпринимательству и туризму.
С 2004 года возглавляет Кадровую комиссию при Президиуме ЦК КПРФ.
2 декабря 2007 года избран депутатом Государственной Думы пятого созыва в составе федерального списка КПРФ. Является членом комитета по экономической политике и предпринимательству.
В апреле 2008 г. ушёл с поста первого секретаря Самарского обкома КПРФ.
4 декабря 2011 года избран депутатом Государственной Думы шестого созыва в составе федерального списка КПРФ. Вошёл в состав комитета Госдумы по энергетике.
Скончался 28 марта 2018 года, похоронен на кладбище «Лесное» в Новокуйбышевске .
Был женат, имел двоих детей — сына и дочь.

## Награды
- два ордена Трудового Красного Знамени
- орден «Знак Почета»
- медали
- Почётная грамота Президента Российской Федерации (12 июня 2013) — за большой вклад в развитие российского парламентаризма и активную законотворческую деятельность[3]
- Почётная грамота правительства Российской Федерации (22 июля 2009) — за заслуги в законотворческой деятельности и многолетнюю добросовестную работу[4]
- Почётный гражданин Самарской области (27 апреля 2018) — за значительный вклад в социально-экономическое развитие Самарской области и плодотворную деятельность, способствующую повышению известности и авторитета Самарской области в Российской Федерации и за рубежом [5]